# Louis Delluc
Louis Delluc (ur. 14 października 1890 w Cadouin, zm. 22 marca 1924 w Paryżu) – francuski reżyser zaliczany do twórców francuskiego impresjonizmu filmowego, scenarzysta, powieściopisarz, dramaturg, pionier scenopisarstwa, krytyki filmowej oraz ruchu klubowego. Był reżyserem i napisał scenariusz do filmów: Cisza (1920), Gorączka (1921), Kobieta znikąd (1922), Powódź (1924).
Od 1936 roku z inicjatywy Maurice'a Bessy i Marcela Idzkowskiego dla uczczenia jego pamięci jest przyznawana nagroda filmowa Prix Louis-Delluc.